# Termas de Aïn Doura
Las Termas de Aïn Doura son unas fuentes de piedra en el yacimiento arqueológico de Dougga en Túnez, bastante bien conservadas. Eran probablemente las principales termas de la ciudad aunque no las únicas. Su nombre clásico no se conoce y se le da el nombre que tenía la fuente descubierta a finales del siglo XIX  y que le daban los habitantes de la ciudad de Dougga. Aïn Doura es el nombre dado a un complejo formado por la fuente, unas termas, unas letrinas y unas cisternas. El establecimiento termal tiene forma de T y está en terreno pendiente, una vez excav ado el lugar se han identificado el frigidarium o sala de baños fríos con cuatro piscinas, el tepidarium para la salida del baño, tres salas calientes y algunas salas de servicios. Las letrinas están en el sudoeste y son semicirculares con 2,70 metros de diámetro; los asientos han desaparecido. Cerca del edificio se encuentran tres cisternas separadas por arcadas de 28,5 x 25 metros y capacidad de tres mil metros cúbicos.